# فرودگاه کی‌یف ژولیانی
((این فرودگاه به علت تجاوز روسیه به اوکراین تعطیل می باشد))
فرودگاه کی‌یف ژولیانی (به انگلیسی: Kiev Zhuliany Airport) یک فرودگاه همگانی مسافربری با کد یاتا IEV است که یک باند فرود بتن دارد و طول باند آن ۲۳۱۰ متر است. این فرودگاه در شهر کی‌یف کشور اوکراین قرار دارد و در ارتفاع ۱۷۹ متری از سطح دریا واقع شده‌است.

## نگارخانه

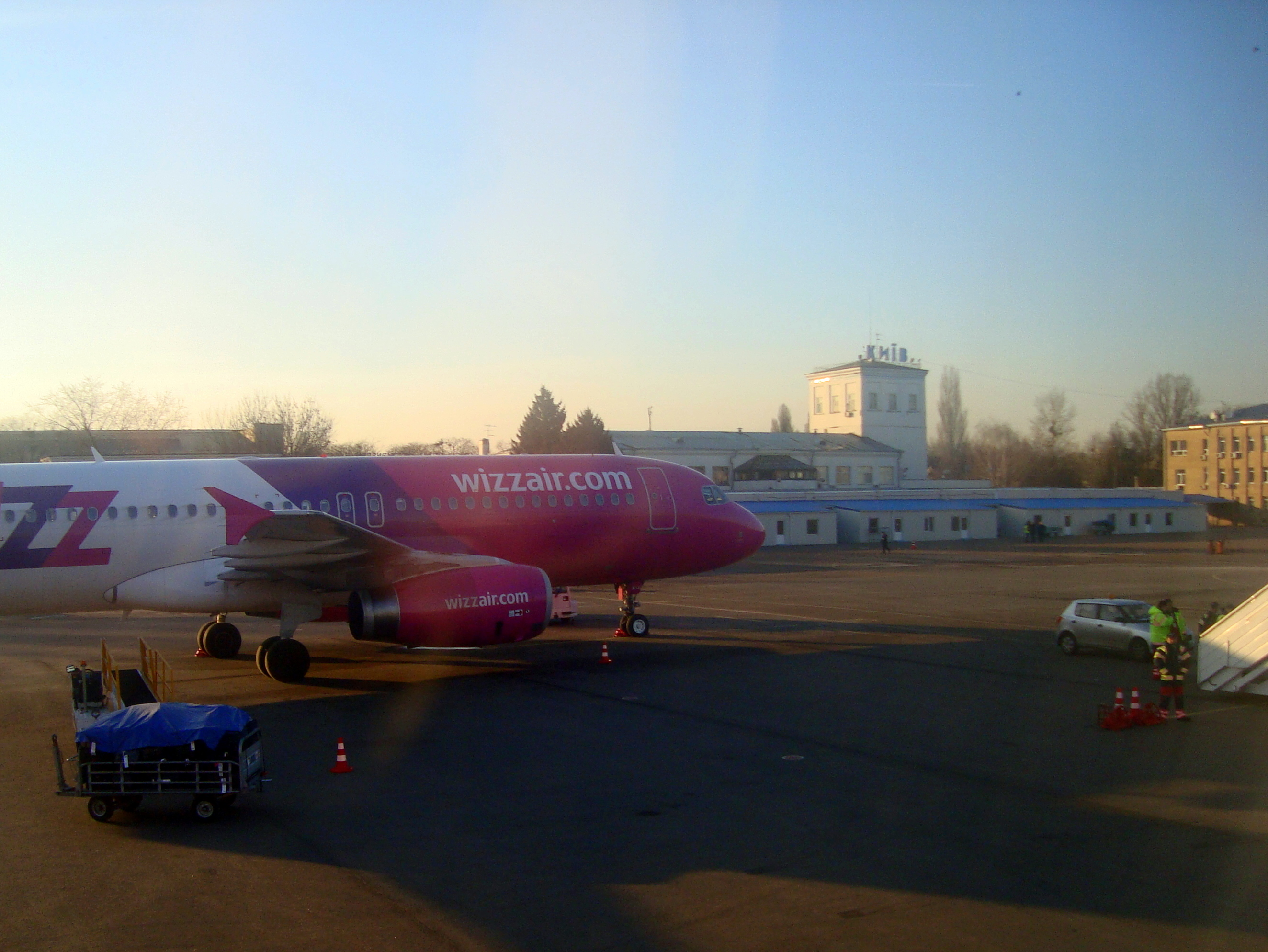
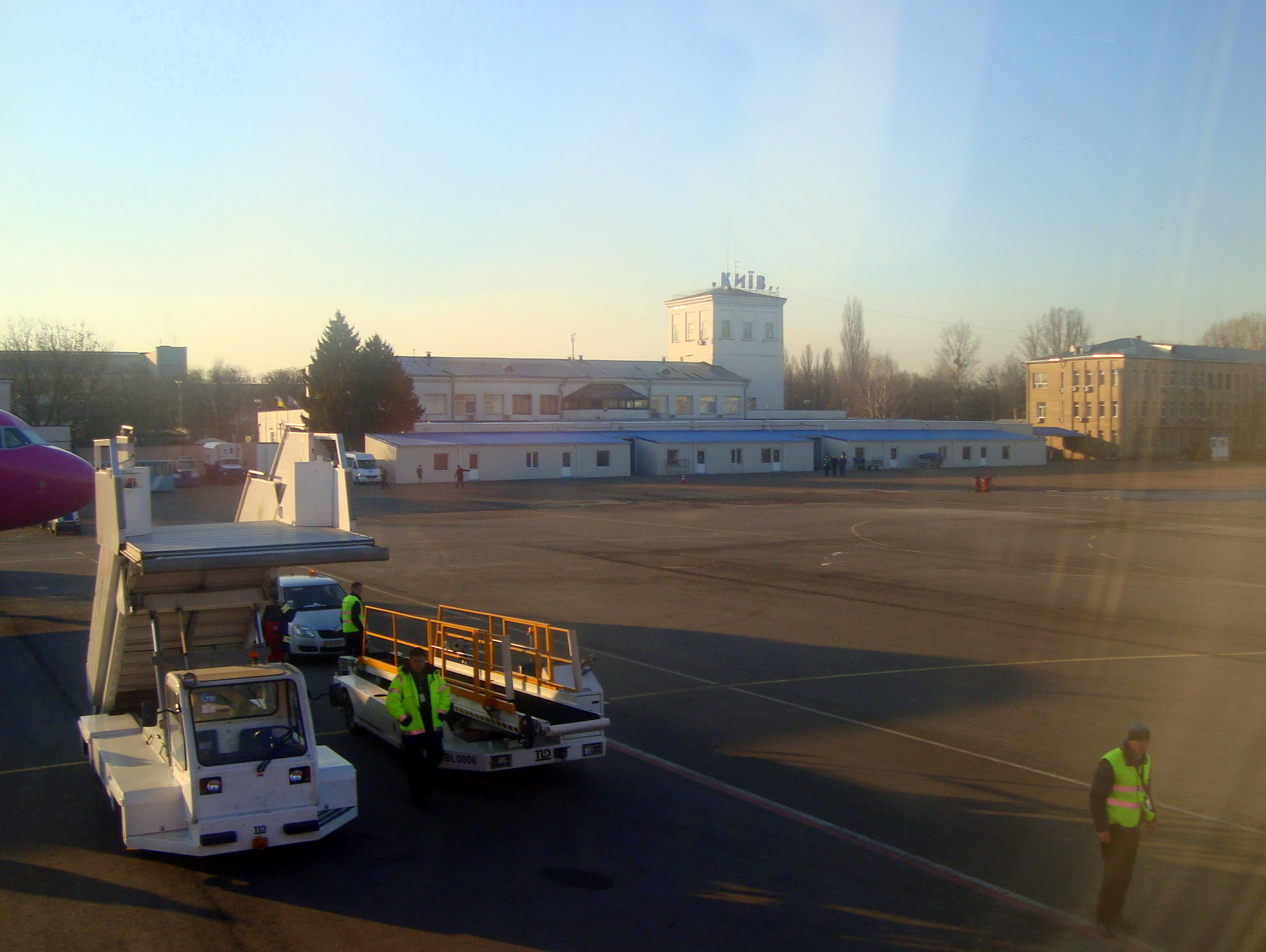

## شرکت‌های هواپیمایی و مقصدهای پروازی

### مسافری
| شرکت‌های هواپیمایی               | مقصدهای پروازی | Terminal |
| ------------------------------- | --- | -------- |
| آلیتالیا                        | لئوناردو دا وینچی-فیومیچینو | A        |
| Anda Air                        | چارتر فصلی: آنتالیا، باتومی، میلاس-بودروم، بورگاس، دالامان، فدریکو فلینی، مادر ترزای تیرانا، تیوات، وارنا | A        |
| بلاویا                          | مینسک | A        |
| براوو ایرویز                    | چارتر فصلی: آلیکانته-الچه، آنتالیا، باتومی، میلاس-بودروم، بورگاس، دالامان، دیربا–زارزیس، El Alamein، غردقه، عدنان مندرس، لارناکا، مالت، منستیر – حبیب بورقیبه، آراکسوس، پودگوریتسا، شرم‌الشیخ، مادر ترزای تیرانا، تیوات | A        |
| بوتا ایرویز                     | حیدر علی‌اف (آغاز از ۵ سپتامبر ۲۰۱۷) | A        |
| DART Ukrainian Airlines         | آتن، بلوونی گوگلیلمو مارکونی، تفلیس چارتر فصلی: آلیکانته-الچه، بورگاس، لیسبون پورتلا، مادر ترزای تیرانا، تیوات، وارنا | A        |
| فلای‌دبی                         | دوبی | A        |
| لوت پولیش ایرلاینز              | شوپن ورشو | A        |
| موتور سیچ ایرلاینز              | لیو دانیلو هالیتسکی، اودسا، زاپروژیا | D        |
| پگاسوس ایرلاینز                 | اسن‌بوغا | A        |
| یوام ایر اجرا توسط براوو ایرویز | ملکه علیا، رفیق حریری بیروت، امام خمینی | A        |
| ویولینگ                         | بارسلونا-ال پرات فصلی: لئوناردو دا وینچی-فیومیچینو | A        |
| ویز ایر                         | ام.آر. استفانیک، بوداپست فرنک لیست، کلن بن، کپنهاگ (آغاز از ۲۶ اوت ۲۰۱۷), دورتموند، گدایسک لخ والسا، هامبورگ، فرانکفورت-هان (آغاز از ۲۶ اوت ۲۰۱۷), هانوفر، کاتوویتس، کاناس، لارناکا، لیسبون پورتلا (آغاز از ۱۹ آوریل ۲۰۱۸)، لوتن لندن، لوبلین (آغاز از ۲۵ اوت ۲۰۱۷)، ممینگن، نورنبرگ (آغاز از ۲۵ اوت ۲۰۱۷), پوزنان-لاویکا (آغاز از ۲۵ اوت ۲۰۱۷), لنارت مری تالین (آغاز از ۱۹ آوریل ۲۰۱۸)، ویلنیوس، شوپن ورشو، وروتسواف کوپرنیکوس | A        |
| یان‌ایر                          | باتومی، تفلیس، بن گوریون | A        |

### باری
| شرکت‌های هواپیمایی | مقصدهای پروازی |
| ----------------- | -------------- |
| SprintAir         | شوپن ورشو      |